# Emil J. Freireich
Emil J. Freireich (ur. 16 marca 1927, zm. 1 lutego 2021) – amerykański biolog, zajmujący się badaniem i leczeniem nowotworów. Był uznawany za pioniera w leczeniu nowotworów i stosowaniu chemioterapii, znany jako ojciec nowoczesnej terapii białaczki.

## Wczesne lata
Freireich urodził się w Chicago 16 marca 1927 roku. Jego rodzice, Mary (Klein) i David Freireich, wyemigrowali do Stanów Zjednoczonych z Węgier. Dorastał w biedzie w czasach Wielkiego Kryzysu. Jego ojciec zmarł, gdy miał dwa lata, a matka pracowała w fabryce, aby utrzymać Emila i jego starszą siostrę. Po wygraniu konkursu naukowego nauczyciel polecił mu, aby rozważył pójście na studia. W wieku 16 lat uczęszczał na Uniwersytet Illinois w Urbanie i Champaign, korzystając z datków sąsiadów, a później ze stypendiów. Ze względu na złamaną nogę został zwolniony z poboru do wojska w czasie II wojny światowej. Tytuł M.D. uzyskał w University of Illinois College of Medicine w 1949 r. Po ukończeniu szkoły medycznej odbył staż w Cook County Hospital. Został jednak zwolniony z powodu sporu z administracją, po tym jak próbował leczyć pacjenta z niewydolnością serca, który został przeniesiony do szpitalnej "sali śmierci" i pozostawiony. W rezultacie przeniósł się do Presbyterian Hospital of Chicago, gdzie studiował medycynę wewnętrzną pod kierunkiem Howarda Armstronga. Następnie studiował hematologię u Joe Rossa w Mass Memorial Hospital w Bostonie i opublikował tam pracę na temat anemii. Tam też poznał swoją żonę, Haroldine Cunningham, która pracowała w szpitalu jako pielęgniarka. W 1955 roku przeniósł się do Narodowego Instytutu Zdrowia, aby uniknąć poboru do wojska jako lekarz i wstąpienia do Public Health Service. Dekadę później dołączył do University of Texas MD Anderson Cancer Center w Houston, wraz z Emilem Frei, swoim przyjacielem i współpracownikiem z National Cancer Institute (NCI). Ich zadaniem było stworzenie programu chemioterapii.

## Chemioterapia skojarzona
W 1965 r. Freireich, Frei i James F. Holland wysunęli hipotezę, że raka można najlepiej leczyć kombinacjami leków, z których każdy ma inny mechanizm działania. Komórki nowotworowe mogłyby mutować, aby stać się odporne na pojedynczy środek, ale stosując jednocześnie różne leki, guzowi trudniej byłoby rozwinąć odporność na kombinację. Po wielu eksperymentalnych wyzwaniach Holland, Freireich i Frei podawali jednocześnie metotreksat, winkrystynę, 6-merkaptopurynę (6-MP) i prednizon, razem określane jako schemat VAMP, i wywołali długotrwałe remisje u dzieci z ostrą białaczką limfoblastyczną (ALL). Dzięki stopniowemu udoskonalaniu oryginalnych schematów, z wykorzystaniem randomizowanych badań klinicznych prowadzonych przez St. Jude Children's Research Hospital, Medical Research Council w Wielkiej Brytanii (protokoły UKALL) i niemiecką grupę badań klinicznych Berlin-Frankfurt-Münster (protokoły ALL-BFM), ALL u dzieci stała się chorobą w znacznym stopniu uleczalną. To podejście zostało rozszerzone na chłoniaki w 1963 roku przez lekarzy z NCI, którzy ostatecznie udowodnili, że iperyt azotowy, winkrystyna, prokarbazyna i prednizon, znane jako schemat MOPP, mogą wyleczyć pacjentów z chłoniakiem Hodgkina i nieziarniczym. Obecnie prawie wszystkie skuteczne schematy chemioterapii nowotworów wykorzystują ten paradygmat wielu leków podawanych jednocześnie, zwany chemioterapią skojarzoną lub polichemioterapią.
Freireich stwierdził, że był niezrażony krytyką, którą początkowo otrzymał za próbę zastosowania tej pionierskiej metody leczenia. Kierował Programem Badań nad Białaczką w Centrum w latach 80. i 90. Miał wkład w ponad 600 prac naukowych i ponad 100 książek. Centrum ustanowiło Nagrodę Emila J. Freireicha za "Excellence in Education", aby uhonorować jego wysiłki w tworzeniu programów nauczania dla absolwentów w celu promowania badań. Wyraża ona uznanie "wykładowcom, za doskonałą pracę w zakresie edukacji".

## Późniejsze życie
Freireich został uhonorowany przez American Association for Cancer Research w 2014 roku. Był zatrudniony jako Ruth Harriet Ainsworth Chair, Distinguished Teaching Professor, Director of Adult Leukemia Research Program, oraz Director of Special Medical Education Programs, w MD Anderson Cancer Center.
Freireich przeszedł na emeryturę we wrześniu 2015 r., po 50 latach pracy w MD Anderson Cancer Center. Mimo to nadal prowadził zajęcia dydaktyczne w niepełnym wymiarze godzin, aż do wybuchu pandemii COVID-19. Zmarł 1 lutego 2021 roku w MD Anderson Cancer Center. Miał 93 lata, powodem zgonu był COVID-19.
Dr Freireicha przeżyła żona, Haroldine, ich czworo dzieci, sześcioro wnuków i troje prawnuków.

## Wybrane nagrody
Freireich był laureatem licznych nagród za swoje badania, w tym:
- 2008 Paul Ehrlich Magic-Bullet Lifetime Achievement Award (Nagroda za całokształt twórczości)
- 2005 Nagroda im. Geralda P. Bodeya Sr., Distinguished Award
- 2003 Pollin Prize for Pediatric Research, Uniwersytet Columbia
- 2001 Cino del Duca Award, 11 Międzynarodowy Kongres na temat leczenia przeciwnowotworowego
- 2000 Charles A. LeMaistre Outstanding Achievement Award
- 1996 Medical Oncology Fellows Outstanding Teacher Award, MD Anderson Cancer Center
- 1996 Nagroda "Return of the Child Award", Leukemia & Lymphoma Society
- 1990 Pierwsza nagroda NIH dla wyróżniających się absolwentów
- 1983 Kettering Prize, Charles S. Mott Prize
- 1981 Nagroda Pamięci Jeffreya A. Gottlieba, Centrum Onkologiczne MD Anderson
- 1979 de Villiers International Achievement Award, Leukemia and Lymphoma Society
- 1976 David A. Karnofsky Memorial Award and Lecture, ASCO
- 1972 Albert Lasker Award for Basic Medical Research

Źródło: